# Station Merzig (Saar)
Station Merzig (Saar) is een spoorwegstation in de Duitse plaats Merzig.   